# Macrothemis taurepan
Macrothemis taurepan is een libellensoort uit de familie van de korenbouten (Libellulidae), onderorde echte libellen (Anisoptera).
De wetenschappelijke naam Macrothemis taurepan is voor het eerst geldig gepubliceerd in 2008 door De Marmels.